# Jordi Baijet i Vidal
Jordi Baijet i Vidal (1958) és un polític català, alcalde de Sitges entre els anys 2003 i 2011. Va formar part com a independent de l'equip de l'exalcalde socialista Jordi Serra i va presidir l'any 1990 una de les comissions del Pla Estratègic de Sitges. Ja com a membre del Partit dels Socialistes de Catalunya, després de les eleccions de 1991, va ser regidor de Cultura i posteriorment va exercir com a Tinent d'Alcalde de les Àrees d'Esports i Cultura de l'Ajuntament de Sitges.
El 1995 va passar a l'oposició, i a partir de 1999 fou cap de l'oposició a l'Ajuntament. Des de juny de 2003, i a partir de les eleccions municipals de 2003, va ser alcalde de Sitges i el 2007 fou nomenat membre del Consell Nacional de la Federació de Municipis de Catalunya.
L'any 2007 guanya de nou les eleccions a l'alcaldia del municipi amb un 42% dels vots i una participació del 55,25% el que porta al grup municipal socialista als 10 regidors, a un només de la majoria absoluta. Amb aquest suport inicia les obres de vianalització del centre històric, de la platja Sant Sebastià i del Passeig de la Ribera. Tot i encapçalar la llista més votada en les eleccions de 2011, va perdre l'alcaldia, que va passar a mans de Miquel Forns i Fusté, i va renunciar a l'acta de regidor.